# Bajhang (distrito)
Bajhang é um distrito da zona de Seti, no Nepal. A sua sede é a cidade de Chainpur, tem uma área de 3 422 km² e no censo de 2001 tinha 167 026 habitantes.